# Žukovka
Žukovka è una città della Russia europea sudoccidentale (Oblast' di Brjansk), situata sulla sponda sinistra della Desna, 56 km a nordovest del capoluogo Brjansk; dipende amministrativamente dal Žukovskij rajon, del quale è anche capoluogo.

## Geografia
Žukovka si trova sulla riva sinistra del fiume Desna, a 64km da Brjansk.
Nella città si trova l'omonima stazione ferroviaria di Žukovka che si trova sulla linea Brjansk-Smolensk.

## Storia
Nel 1867 iniziarono le costruzioni della ferrovia Orël-Vicebsk, L'organizzatore incaricato della costruzione era Pëter Gubonin il quale stabilì in questo luogo diverse famiglie affinché gestissero la manutenzione della ferrovia, del rifornimento di carburante delle locomotive a vapore. Fu così che iniziò la storia di Žukovka. 
Nel 1871, da piccolo luogo di passaggio, Žukovka diventò una stazione. Non lontano da qui si trovavano i possedimenti del proprietario terriero Žukov, il quale vendeva foreste e costruiva segherie. Le segherie di Vel'kovsk furono infatti tra le prime attività industriali a nascere a Žukovka. 
Tra il 1878 e il 1881 iniziarono i lavori per la costruzione della linea Žukovka-Ljudinka(Kletnya). Dato che avevano bisogno di rotaie e altri componenti venne aperta una fabbrica di ghisa a Žukovka. Successivamente, nel 1884, la ferrovia Orël-Vicebsk divenne statale. 
Nel 1896 fu aperta la scuola elementare di zemskaja e nello stesso anno anche la chiesa di Aleksandr Nevskij. All'inizio del XX secolo fu costruita la scuola ferroviaria della cittadina e tra il 1907 e il 1910 aprì una scuola di tre classi e apparvero nel villaggio un ufficio postale e telegrafico e un reparto veterinario. 
Nel 1914 si iniziò la sua funzione da casa di cura antitubercolare (poi durante la prima guerra mondiale funse da ospedale militare).
Nell'ottobre del 1929 Žukovka divenne centro distrettuale. 
Tra il 1927 e il 1928, un anno prima dalla formazione del distretto di Žukovka, nella città già lavoravano molteplici aziende piccole e artigianali. La popolazione venne impiegata nella produzione di mattoni, nella lavorazione di metalli, nella produzione di farine e cereali. Secondo la Grande enciclopedia sovietica nel 1930, 4010 persone vivevano a Žukovka. 
Il 31 ottobre 1931 la cittadina venne dichiarata villaggio del lavoro.

## La seconda guerra mondiale
Žukovka venne occupata dalle truppe di Hitler nel settembre del 1942 e fin dai primi giorni i partigiani iniziarono ad opporre resistenza. Il distaccamento partigiano "Per la patria" nacque nel territorio di Žukovka su iniziativa di un gruppo di comunisti clandestini della base di Beloglava. Nel 1 maggio furono sconfitte le guarnigioni nemiche nei villaggi di Kniaviči e Straševiči e in molti altri villaggi venne restaurato il potere sovietico. La brigata "Per la patria" sconfisse tre basi tedesche, 36 guarnigioni nemiche, fece saltare in aria 4 ponti ferroviari, ha deragliato 81 convogli nemici e annientò più di 6.000 tra soldati e ufficiali tedeschi. I fascisti per ritorsione fucilarono 243 persone nel villaggio di Matrënovka e il villaggio fu raso al suolo (lo stesso destino che toccò il paese di Chatyn'.
Nel settembre del 1943 le truppe sovietiche liberarono definitivamente la regione di Žukovka dagli invasori tedeschi. Siccome l'area liberata era in rovina, iniziò subito la ricostruzione dell'economia locale. Molte attività tornarono ad aprire fin da subito.

## Il dopoguerra
Quattro anni dopo la liberazione della regione apparvero nuove strade, edifici, comitati, tavole calde, negozi e biblioteche. Vennero costruite anche una scuola superiore, un asilo, un nuovo ospedale e un ambulatorio. Furono inoltre costruite nuove strade e vennero riparate quelle preesistenti. 
Entrò in funzione la casa di riposo di Žukovka (divenuta in seguito una casa di cura). Nel 1952, nella città entrarono in funzione una scuola media e due scuole dalla durata di sette anni. L'anno successivo aprì una casa della cultura ed entrò in funzione un istituto professionale e nel gennaio dello stesso anno fu avviata una nuova stazione ferroviaria. Nel 1960 venne costruito poi un collegio per bambini sulle rive del fiume Vet'ma.
Il 30 agosto 1962 al villaggio di lavoro di Žukovka venne assegnato lo status di città di subordinazione distrettuale dal comitato della Repubblica Socialista Federativa Sovietica Russa.

## Aspetto architettonico della città
Fino agli anni '60 lo sviluppo della città di Žukovka (allora semplicemente un villaggio), consisteva alla costruzione di case in legno ad un piano. Erano case tipicamente con tre stanze, un corridoio freddo e una cucina e spesso vi si potevano trovare fino a due stufe a legna per il riscaldamento. 
Durante gli anni '60 e '70 apparvero le prime case in mattoni e successivamente negli anni '80 vennero costruite case a 5 piani. Vennero costruite delle case anche per i lavoratori di fabbriche, degli ospedali e via dicendo. 
Oggigiorno le costruzioni in legno sono rare, alcune vennero demolite e altre rivestite in mattoni. 
Il contributo maggiore all'aspetto di Žukovka è infatti dato dai negozi.

### I grandi edifici
•La torre dell'acqua - una torre rotonda di mattoni rossi la cui parte inferiore è dipinta. Si trova nella zona della stazione ferroviaria e fu costruito per pompare l'acqua alla stazione per il rifornimento delle locomotive a vapore. Oggi fa parte del sistema idrico della città.
•La scuola d'arte per bambini di Žukovka è l'edificio in mattoni più antico della città, si trova qui dal 1969.
•Le case di via Karl Marx sono delle costruzioni residenziali (le prime di mattoni nella città).
•La "Casa con un cervo" è un edificio bianco di cinque piani che ha raffigurato su un lato un alce in mattonato rosso. Nonostante il fatto che vi è effettivamente rappresentato un alce l'edificio è chiamato comunque " casa con un cervo". Nelle vicinanze dell'edificio si trova la scuola N°2.
•La chiesa di Aleksandr Nevskij fu costruita tra il 1991 e il 1995.

## Istruzione
A Žukovka ci sono due scuole e un liceo. La scuola più antica della città è la scuola secondaria N°1, che nel 2005 ricevette una sovvenzione presidenziale. Nel 2007 la scuola N°2 ottenne i migliori risultati, vincendo il festival regionale della gioventù e le olimpiadi tematiche in lingua russa, geografia, letteratura e storia. Nello stesso anno 15 studenti provenienti dal distretto ricevettero un compenso di 5000 rubli ciascuno per una vita socialmente e sportivamente attiva. In città si trova anche la scuola professionale N°33.

## Industrie
•La compagnia "Velomotors", ex fabbrica di biciclette di Žukovka
•Una società che produce attrezzature tecnologiche
•La centrale del latte di Żukovka
•Impianto di lavorazione del grano
•Impianto di lavorazione dell'asfalto

## Evoluzione demografica
Fonte: mojgorod.ru
- 1959: 11.100
- 1970: 16.200
- 1989: 19.700
- 2007: 18.700